# Quilenda
Quilenda, também grafada como Kilenda é uma vila e município de Angola, na província de Cuanza Sul.
Tem 1 604 km² e cerca de 79 mil habitantes. É limitado a norte pelo município da Quissama, a leste pelos municípios de Quibala e Ebo, a sul pelo município do Amboim, e a oeste pelo município de Porto Amboim.
O município é constituído pela comuna-sede, correspondente à vila de Quilenda, .
O município foi fundado em 1965.